# Margareta de Savoia (1589-1655)
Margareta de Savoia (28 aprilie 1589 – 26 iunie 1655) a fost ultima viceregină din famili habsburg a Portugaliei. În Portugalia a fost cunoscută ca Duquesa de Mântua, deoarece prin căsătorie a fost Ducesă de Mantua și de Montferrat.

## Biografie
S-a născut la Torino și a fost al cincilea copil al lui Carol Emanuel I de Savoia (1562–1630) și al Infantei Catalina Micaela a Spaniei, fiica regelui Filip al II-lea al Spaniei. S-a căsătorit la 19 februarie 1608 cu viitorul Francisc al IV-lea, Duce de Mantua (1586–1612). Nunta s-a celebrat la Torino. În 1612 soțul Margaretei și-a succedat tatăl, Vincent I, ca Duce de Mantua. Din căsătorie au rezultat trei copii, însă numai o fiică, Maria, a supraviețuit copilăriei. Francisc a murit în 1612.
Cum cuplul nu a avut moștenitori pe linie masculină, următorul frate al Ducelui Francisc a devenit Duce de Mantua în timp ce Ducatul de Montferrat a fost moștenit de fiica sa de trei ani, Maria.
După decesul în 1633 a mătușii materne, Arhiducesa Isabella Clara Eugenia, conducător al Țărilor de Jos, fratele ei Victor Amadeus a devenit moștenitor al drepturilor bunicii materne Elisabeta de Valois, fiica cea mare și moștenitoarea regelui Henric al II-lea al Franței și a Caterinei de Medici.
Margareta avea legături strămoșești cu Portugalia: două dintre bunicile ei (împărăteasa Isabela și Beatrice, Ducesă de Savoia) au fost fiicele regelui Manuel I al Portugaliei. În 1635, după căderea contelui de Basto, ea a fost numită de vărul ei Filip al IV-lea al Spaniei viceregină a Portugaliei, aflată la momentul respectiv într-o uniune dinastică cu Spania. Margareta s-a mutat în Portugalia în 1634. Această numire a fost rezultatul eforturilor lui Diogo Soares, membru al Consiliului Portugaliei la Madrid, un prieten al contelui de Olivares și o rudă a lui Miguel de Vasconcelos, care, în 1635, va fi numit secretar de stat al Portugaliei.
Ca rezultat al revoluției portugheze (numită Restaurarea Independenței) din 1640, Vasconcelos a fost asasinat și ducesa de Mantova a încercat să calmeze poporul portughez în timpul demonstrațiilor din Terreiro do Paço (la momentul respectiv piața principală din Lisabona). Portughezii l-au proclamat pe ducele de Braganza noul lor rege. Reședința Margaretei din Liabona a fost înconjurată iar noul potentat i-a permis să plece în Spania.
A murit la Miranda de Ebro în 1655, la vârsta de 66 de ani.
1. ↑  Czech National Authority Database, accesat în 29 ianuarie 2023